# سنهور البحرية
قرية سنهور البحرية هي إحدى القرى التابعة لمركز سنورس في محافظة الفيوم في جمهورية مصر العربية. حسب إحصاءات سنة 2006، بلغ إجمالي السكان في سنهور البحرية 15667 نسمة، منهم 8011 رجل و7656 امرأة.